# Bunraku

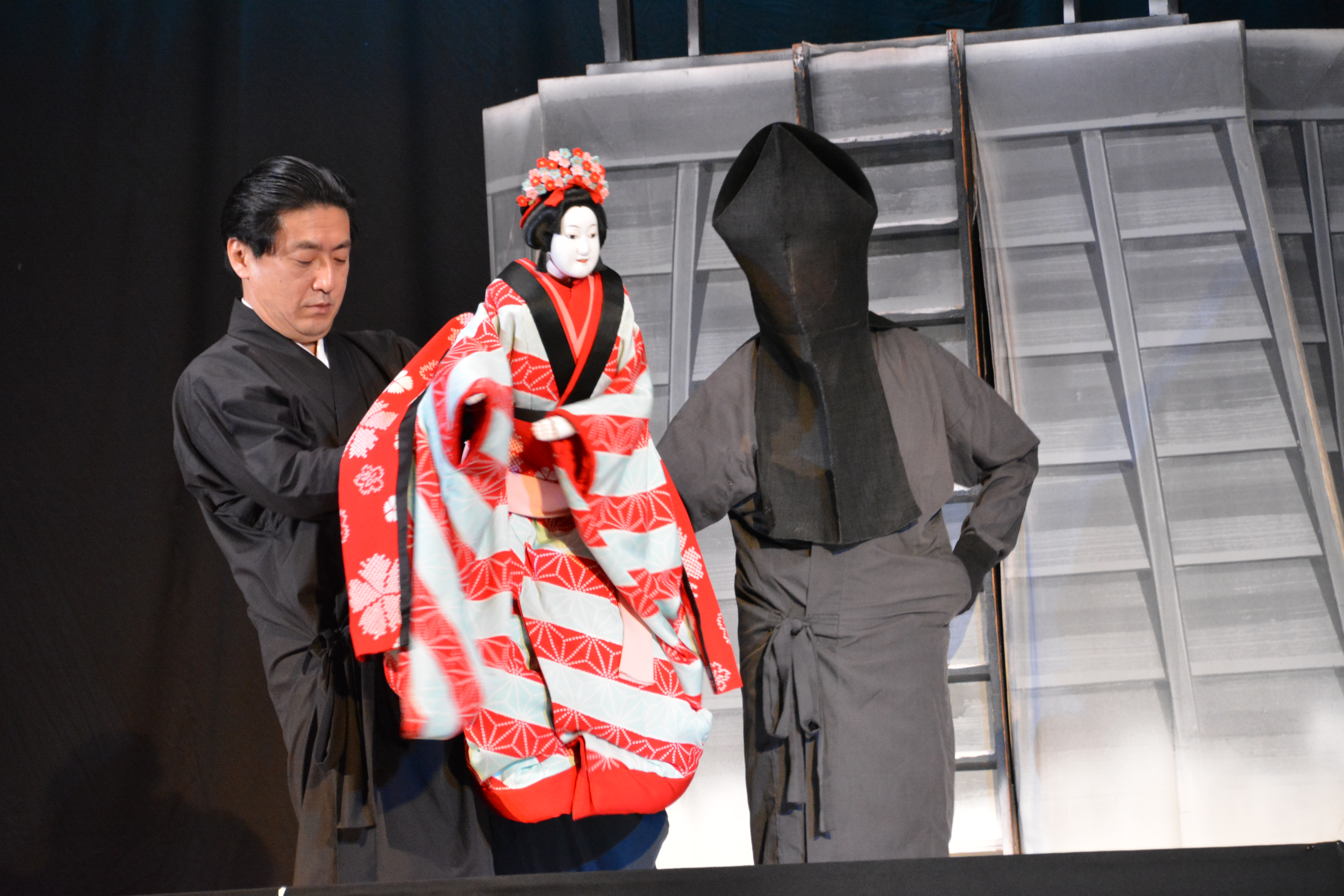
Un burattino del Bunraku

Il Bunraku (文楽) o Ningyō jōruri (人形浄瑠璃) è un tipo di teatro giapponese caratterizzato dalla combinazione di tre pratiche: la manipolazione dei burattini (Ningyō人形), la recitazione del testo e l’accompagnamento della recitazione con la musica prodotta da un liuto a tre corde chiamato shamisen. Queste tre componenti sono il risultato di una fusione avvenuta nel XVI secolo di due arti ben distinte: la narrazione dei testi epici (jōruri) accompagnati dalla musica dello shamisen, e la manipolazione dei burattini da parte di artisti itineranti. Con il Kabuki, il Teatro Nō e il Kyōgen, è una delle maggiori espressioni artistiche del Giappone nell'ambito delle arti performative.

## Storia

### Significato del nome
Il termine “Jōruri” (letteralmente “puro cristallo”, "lapislazzuli"), deriverebbe dalla Storia di Joruri (Jōruri-jū-ni-dan-zōshi) diffusa nel XV-XVI secolo e largamente recitata in pubblico nei villaggi dell'epoca. Essa narrava l’amore sbocciato tra il giovane Ushiwakamaru (il nome da ragazzo di Yoshitsune, l’eroe del clan Minamoto) e la bellissima Jōruri, figlia di un rispettato samurai, chiamata così dal padre perché nata a seguito di lunghe preghiere rivolte al dio Jōruri Kō. La fama raggiunta da questa storia avrebbe portato all'uso del termine jōruri per definire ogni composizione, dalle storie d'amore ai racconti epici, declamata da narratori di professione, chiamati a loro volta jōruri-katariame.
Verso il 1600 uno dei famosi cantori del tempo, Menukiya Chōzaburō, rappresentò la storia d'amore di Joruri, conosciuta come Jūnidanzōshi, accompagnando per la prima volta la musica dello shamisen con la manipolazione di un burattinaio (ebisukaki) allora famoso, tal Hikita. Questa rappresentazione (detta ayatsuri-jōruri "jōruri di marionette", da ayatsuru, "manovrare le marionette"), acquistò molta fama, e da quel momento il nome della dama sarebbe stato utilizzato per indicare anche, più in generale, il teatro dei burattini.
Il secondo nome “Bunraku” deriva dal famoso burattinaio Uemura Bunrakuken (1751-1811), che nel primo decennio del XIX secolo intraprese ad Ōsaka un importante progetto per rilanciare il teatro dei burattini, aprendo il primo teatro chiamato Bunraku-za. Il termine “Bunraku” è molto più usato rispetto ai nomi Jōruri, Ningyō Jōruri e Ningyō shibai (letteralmente “spettacolo di burattini”).

### Sviluppo del Bunraku

#### Origini
L'uso del burattino in Giappone è molto antico, e diverse sono le interpretazioni sulle sue origini. Gli studiosi hanno ipotizzato che nell’epoca arcaica i burattini venissero usati con scopi religiosi durante le cerimonie sciamaniche, come mezzo per trasmettere preghiere agli dèi, oppure con funzione di cura delle malattie dei bambini. Dal X secolo si hanno testimonianze di una comunità nomade di origine continentale, i cui componenti, chiamati ''kugutsu'' (傀儡回), erano dediti alla manipolazione di pupazzi. I kugutsu-mawashi erano molto simili agli zingari, girovagavano per le province e si accampavano vicino ai villaggi, dove mettevano in scena uno spettacolo piuttosto semplice con un solo burattino dall’aspetto primitivo, azionato su un “palcoscenico” composto da una scatola che essi portavano appesa al collo. Le loro donne erano conosciute per l’arte della divinazione, delle danze, degli intrattenimenti e per la prostituzione. Il fatto che i burattini fossero legati a un gruppo di persone considerate fuoricasta non è una novità: sono stati ritrovati recentemente dei burattini in quartieri dove attori e prostitute convivevano.
Dal periodo Heian (794-1185) in poi, la manipolazione dei burattini acquista un valore ludico e di intrattenimento. Intorno al XII secolo si ha notizia di gruppi di monaci ciechi che, suonando uno strumento a corda chiamato biwa, cantavano le gesta epiche della battaglia tra i clan Heike e Minamoto, le morti di eroi valorosi, i tumultuosi anni che segnano la fine di un'epoca e le storie buddhiste su templi e santuari. Tali rappresentazioni si diffondono fino al periodo Muromachi, quando l'introduzione di un nuovo strumento musicale a tre corde, lo shamisen, proveniente dalle isole Ryūkyū, permetterà di introdurre nei racconti nuove sonorità.
Da questo momento in poi, il recitatore e il suonatore sarebbero diventate due persone distinte, favorendo lo sviluppo di tecniche specifiche, e riservando alla musica non più solo il ruolo di accompagnare, ma anche quello di cadenzare la narrazione, indicando il suono della pioggia o guidando la recitazione del cantore per far risaltare l’atmosfera.
Più tardi, alla melodia e alla narrazione, sarebbero stati aggiunti i movimenti dei burattini, elementi costitutivi del Ningyō Jōruri. Secondo la tradizione, la prima commistione di queste tre pratiche avrebbe avuto luogo nelle rappresentazioni che si svolgevano intorno alle baracche costruite sul letto asciutto del fiume Kamo a Kyōto, dove si radunavano attori, cantori e marionettisti giravaghi, e il primo narratore a farne uso sarebbe stato Menukiya Chōzaburō (目貫屋長三郎), con la recitazione di un testo dal titolo Jūnidanzōshi 十二段草子 (Volume in dodici sezioni), attribuito ad una dama di Corte dello shogun Ono-no-Otsu.
Il Bunraku fu riconosciuto definitivamente nel periodo Tokugawa (1603-1868) e venne rappresentato nelle platee di Edo, Ōsaka e Kyōto.

#### Kōjōrurio Jōruri Antichi e le avventure di Kinpira
Un primo grande passo per lo sviluppo del teatro dei burattini è dato dal passaggio da una letteratura tramandata oralmente, a una scritta, realizzatosi grazie alla stampa dei testi, destinati anche alla lettura.
Il periodo dei Jōruri, dalle origini fino alla svolta operata dal drammaturgo Chikamatsu Monzaemon (1653-1724), è documentato negli shohon, testi originali di drammi stampati tra il 1620 e i 1686. Un particolare molto interessante è la presenza di cantori donne tra i nomi citati in questi testi: prima dell'onna daigaku (un documento in cui venivano elencate le proibizioni e i doveri delle donne) del 1629, le donne ricoprivano il ruolo di cantori a Kyōto esibendosi apertamente sul palcoscenico. Il cantore più importante di questo periodo fu Satsumadayū Jōun che si conquistò il favore del pubblico di Edo con drammi dalle azioni violente, molto popolari tra i samurai. Fino al Seicento, le storie tratte dall'Heike Monogatari, i miracoli buddhisti o shintoisti e gli Oie sōdō, racconti che descrivevano le sofferenze di grandi famiglie samuraiche, rappresentano i temi prediletti nella brulicante Edo. Molte opere includono anche storie di schiavitù che evocavano la compassione degli spettatori.
Dalla metà del Seicento, un gruppo consistente di opere vede come protagonista Sakata no Kinpira con i quattro cavalieri discendenti dagli Shitennō che avevano accompagnato Minamoto no Raiko, cantate a Edo dalla voce possente di Izumidayū. Le avventure di Kinpira presentano personaggi semplici e prevedibili, con molti colpi di scena e un piccolo accenno ai sentimenti : i guerrieri sono i protagonisti e le trame si allontanano dalla struttura classica dei monogatari. I racconti iniziano con la sconfitta, l’esilio o la peregrinazione dei personaggi principali e si concludono, grazie alle gesta sovraumane dei guerrieri, con il ristabilimento dell'ordine dell'impero e della pace.  Il cantore più famoso dei Kinpira-jōruri fu Sakurai Tamba che incalzava l’azione con la foga del suo canto.
Dopo l’incendio del 1651, molti burattinai si spostarono da Edo all’area di Kyōto-Ōsaka, mentre rimasero i burattinai legati a Kinpira, che grazie alla loro attività divennero una fonte di svago e di intrattenimento molto apprezzata dalla popolazione, stressata e stremata dalle fatiche della ricostruzione della città.
Negli stessi anni, nell’area di Kyōto-Ōsaka si affermano i cantori Inoue Harimanojō, Uji Kaganojō e Yamamoto Kakudayū, chiamato anche Tosanojō. Kakudayū divenne famoso per lo stile del suo canto ricco di pathos, dolore e mestizia e per l’uso molto abile di marionette e bambole meccaniche in scene piuttosto complesse e coinvolgenti, come trasformazioni, miracoli di Buddha e Bodhisattva, e raggiungimento della buddhità. Inoue Harimanojō (1632-1685) è noto per aver introdotto nel Jōruri un aspetto più realistico della rappresentazione. Prendendo spunto dalle tematiche del teatro Nō, egli eliminò la maggior parte degli interventi di mostri o miracoli, accompagnando il tutto con una voce molto potente.
L’ultimo cantautore famoso dei Ko-Jōruri è Kaganojō che, come Harimanojō, studiò il teatro Nō, ma non poté diventarne un attore in quanto non discendente di una famiglia di attori Nō. Divenne noto per la recitazione dolce e delicata, ispirata alla classicità e all'eleganza, con richiami all'Eiga Monogatari e all'Ise Monogatari, accompagnata da atmosfere degli scenari, dalla scelta di personaggi femminili come le cortigiane, e dalla collocazione di canti melodici con danze nei momenti di apertura, di suspense o di chiusura. Kaganojō introdusse cambiamenti nei testi e nel canto, avvicinandoli a quelli del teatro Nō, adattato all’accompagnamento con lo shamisen. Apportò anche mutamenti nell’estetica, con l'introduzione della corrente di pensiero di Zeami, per elevare il Jōruri allo stesso livello del teatro Nō. Fu un drammaturgo molto prolifico nella scrittura di drammi familiari e testi a tema storico, e apportò innovazioni alla struttura stessa del dramma: fu il primo ad introdurre la struttura a cinque dan, tipica del teatro Nō. Rispetto alla libertà concessa al Jōruri nei dodici dan precedenti, questo cambiamento favorì una migliore organizzazione dello svolgimento della storia con un inizio, uno sviluppo e una fine. Mentre Tosanojō inaugura uno stile piangente, ricco di dolore e di pathos , Kaganojō fu l’ultimo dei cantori del teatro Jōruri a scrivere i drammi o a presenziare durante la loro scrittura.
La figura più importante nella recitazione è quella di Takemoto Gidayū (1650-1714), un allievo di Harimanojō. Nel 1685 fondò ad Osaka un teatro di marionette chiamato Gidayu-Takemoto-za, nel quale recitò per diversi anni le opere di Chikamatsu Monzaemont. Egli introdusse un nuovo tipo di canto chiamato “Gidayūbushi” che donava umanità ai burattini, con uno stile moderno, sensibile e drammatico nel rappresentare la psicologia e i sentimenti delle bambole: ancora oggi, lo stile di canto di Gidayū è praticato nei Jōruri moderni.
Un allievo molto famoso di Takemoto fu Toyotake Wakatayū che fondò il Toyotake-za. In aperta competizione con il Takemoto-za, diede luogo a una gara vivace tra i due teatri, tanto che nel XVIII secolo il teatro dei burattini oscurerà la fama del teatro Kabuki.

#### Chikamatsu Monzaemon
Una nuova fase del teatro Jōruri si apre con Chikamatsu Monzaemon, riconosciuto come il maestro della composizione di testi per Jōruri e Kabuki. Chikamatsu visse nel periodo Tokugawa, e compose testi per divertire la popolazione che risiedeva nei quartieri di piacere. Il suo luogo di nascita non è noto, e si conosce poco della sua infanzia. Era il secondogenito di una famiglia di origine samuraica e si sa che in giovinezza trascorse un periodo in un tempio buddhista chiamato Chikamatsu, dal quale deriverebbe il suo nome d'arte. Qui avrebbe appreso le dottrine buddhiste che permeano i suoi scritti. Fino al suo diciannovesimo anno fu al servizio di Ogimaki Kimmochi, un nobiluomo di corte molto colto che scriveva testi per il cantore Kaganojō: pare che la cultura del suo padrone e questi primi contatti con il mondo Jōruri abbiano influenzato molto il giovane Chikamatsu. Alla morte del suo protettore, dovette trovare lavoro e si unì a una compagnia teatrale come drammaturgo, entrando in contatto con le classi inferiori della popolazione. Avendo avuto l'occasione di osservare il mondo ecclesiastico, il mondo nobile e quello popolare, Chikamatsu acquisì un bagaglio di conoscenze che riversò nelle sue opere. La caratteristica fondamentale dei testi di Chikamatsu è la comprensione della psicologia e dei sentimenti umani, riflessa nell’azione, nel lessico e nella struttura. Egli eliminò tutti gli appesantimenti del verso poetico con l’alternanza di 5-7 sillabe, sostituendoli con il ritmo e la melodia della recitazione.
L’opera di Chikamatsu di solito viene divisa in quattro periodi: il periodo iniziale, in cui scrisse per lo più testi dedicati al Kabuki, fino al 1648, l'anno del suo debutto. Il secondo periodo coincide con il successo ottenuto dall'opera Shusse Kagekiyo ("Kagekiyo, il Trionfatore", 1684), che segna l’avvio dello Shin Jōruri, un nuovo genere di Jōruri che otterrà talmente tanto successo da competere con il Kabuki, e l’inizio della scrittura di opere per il Jōruri, nelle quali Chikamatsu introdurrà una struttura vivace, simile al Kabuki, con un dialogo vivo. Nel terzo periodo Chimatsu realizzerà soprattutto opere kabuki. Dal 1705 in poi, con il trasferimento a Osaka, si dedicherà alla sola stesura di opere per il Jōruri, allargando gli orizzonti del teatro delle marionette con i jidaimono (storie in cinque atti che rielaborano personaggi, scene e temi delle più grandi opere letterarie) e i sewamono (drammi in tre atti che attingono le loto tematiche direttamente dall’esperienza presente).
Chikamatsu divenne famoso per gli shinjumono, ovvero drammi che prendevano spunto da fatti di cronaca e raccontavano di doppi suicidi d’amore: una delle opere più famose di questo genere fu Sonezaki Shinjū (“Gli amanti suicidi di Sonezaki”) del 1703.

#### L'epoca d'oro
L’apogeo del teatro dei burattini viene raggiunto nel XVIII secolo, tanto che le rappresentazioni Jōruri competeranno sempre di più con il kabuki, introducendo innovazioni sia nella sceneggiatura che nella drammaturgia. In questo periodo, i successori di Chikamatsu Takeda Izumo II e Namiki Senryū (sotto l’appellativo di Namiki Sōsuke quando scriveva per il Toyotake-za)  produrranno l’opera più famosa chiamata Kanadehon Chūshingura (letteralmente "Il manuale sillabico, magazzino dei vassalli fedeli"), composto da 11 atti. Il filo cardine dell’opera è la lealtà dei 47 ronin samurai al loro padrone anche dopo la sua morte, e il tema del denaro che i seguaci fedeli devono accumulare per partecipare alla vendetta contro l’assassino. Quest’opera presenta una commistione tra elementi dei jidaimono - per la presenza di samurai - ed elementi dei sewamono, poiché alcune scene sono situate in quartieri del piacere. La trama di base è un fatto realmente accaduto in epoca Tokugawa, naturalmente rielaborato con nomi modificati di persone e luoghi per evitare la censura.
Successivi a Takeda Izumo II e a Namiki Senryū, furono Chikamatsu Hanji al Takemotoza e Suga Sensuke al Toyotakeza. Hanji prende il suo nome da Chikamatsu Monzaemon e rinnova l’arte Jōruri con scene e strategie di grande effetto sul palco, trame complesse con esito quasi sempre tragico, personaggi maschili ribelli che attentano all'impero stesso, o personaggi femminili che fedelmente seguono il loro amore.
Poiché il Jōruri è una forma di teatro che si basa sull'approvazione popolare, lontana dalla protezione del potere politico in fase di crisi, lo spostamento del favore popolare al Kabuki, nonostante la presenza di brillanti drammaturghi, portò a una fase di declino che culminò nel 1765 con la chiusura del Toyotakeza e nel 1767 del Takemotoza. Successivamente, nel tardo periodo Tokugawa la mancanza di figure brillanti sia nella composizione che nel canto condusse a un inaridimento della creatività nella scrittura, e ad una tendenza generale al rimaneggiamento dei testi di Chikamatsu Monzaemon. Inoltre, le austere misure adottate nell'era Tenpō (1830-1844) non migliorarono la già precaria situazione del teatro: il confinamento nei quartieri più malfamati e la frugalità imposta alle sceneggiature e ai costumi rappresentarono un'ulteriore umiliazione per gli artisti.

#### Il Bunraku dopo la Restaurazione Meiji
Nel XIX secolo, i ripetuti sforzi di Uemura Bunrakuken vennero ripagati con un ritrovato apprezzamento popolare del Jōruri nella zona di Ōsaka, tanto che riaprirono due teatri: il Bunraku-za nel 1805 e lo Hikoroku-za nel 1884.
Con la comparsa di nuovi generi teatrali come lo shinpa e lo shingeki e di altre attrattive nel campo delle arti, il Bunraku attraversa però un'ulteriore fase di declino. L'incendio del 1926, nel quale andarono distrutti sia il Bunraku-za che preziosi burattini, assesta a questo genere teatrale un altro duro colpo. Il Bunraku, privato della sede, diventa itinerante. Grazie al talento di artisti di grande valore come Toyotake Kotsubodayu, Yoshida Bungoro e Yoshida Eiza, conquista il favore del popolo di Tōkyō che apprezza molto le trame vivaci. Nel 1929 viene aperto un nuovo teatro a Ōsaka ma, in questa fase, il Jōruri non riesce a ottenere un grande successo: nel 1933, infatti, ricevette un sussidio dal governo Meiji attraverso un decreto di legge istituito per preservare le forme di cultura popolare considerate tesori culturali nazionali.
Nel 1945 il teatro fu di nuovo distrutto nel bombardamento di Ōsaka e nel 1946 ne fu fondato uno provvisorio che nel 1956 sarà sostituito da quello ufficiale. In questo periodo, si manifestò la volontà di rinnovare l’ambiente molto conservatore dei cantori e, in generale, del Bunraku che divenne molto apprezzato per l'abilità dei maestri succedutisi negli anni: per lo shamisen, Toyozawa Danpei II che portò l'accompagnamento musicale a livelli molto alti, per i burattini Yoshida Tamazō, abile manovratore di personaggi sia maschili che femminili che animali e per il canto Takemoto Nagatotayū.
Nell'immediato dopoguerra, gli artisti, a causa di questioni sindacali, si divisero in due fazioni: il Chinamikai, una corrente più conservatrice, e il Mitsuwakai più progressista. Nel 1963 finalmente le due fazioni si riunirono e diedero vita alla Bunraku Kyōkai. Questa associazione portò un periodo di stabilità, culminato nella recente apertura del Teatro Nazionale Bunraku di Ōsaka e all'installazione di una piccola sala attrezzata per il Bunraku anche nel Teatro Nazionale di Tōkyō.
Inoltre, il governo ha deciso di conferire ai protagonisti della messa in scena degli spettacoli Jōruri, il titolo di “Tesori culturali viventi”, prima riservato solo agli attori Nō e Kabuki.

## Il palcoscenico
Il palcoscenico del Bunraku è diverso dagli altri teatri poiché la sua funzione principale è quella di ospitare i movimenti dei manipolatori di burattini. Ha preso in prestito dal Kabuki diversi elementi, modificandoli a seconda delle esigenze del genere. Nei teatri moderni è presente un’apertura di scena molto ampia e un hanamichi, ovvero un passaggio rialzato che passa dal pubblico al palco, tipico del Kabuki, ma con un pavimento più profondo per nascondere i burattinai. Inoltre, sono presenti diverse tavole di legno dipinte di nero, sistemate secondo le varie scenografie, che devono creare la divisione tra avanscena, centro e retro del palco. La maggior parte del dramma si svolge nella parte centrale, la parte anteriore invece presenta tutto ciò che richiede la scena (cancelli, palazzi, interni di case, ecc...), mentre dietro è sistemato il funazoko, ovvero una parte del palco più bassa rispetto al palco principale, usata per i movimenti dei burattinai. Per quanto riguarda la scenografia, non vengono usate macchine complesse: di solito, lo sfondo è attaccato alle pareti di legno ed è prospettivamente adattato al pupazzo.

## Burattini e burattinai

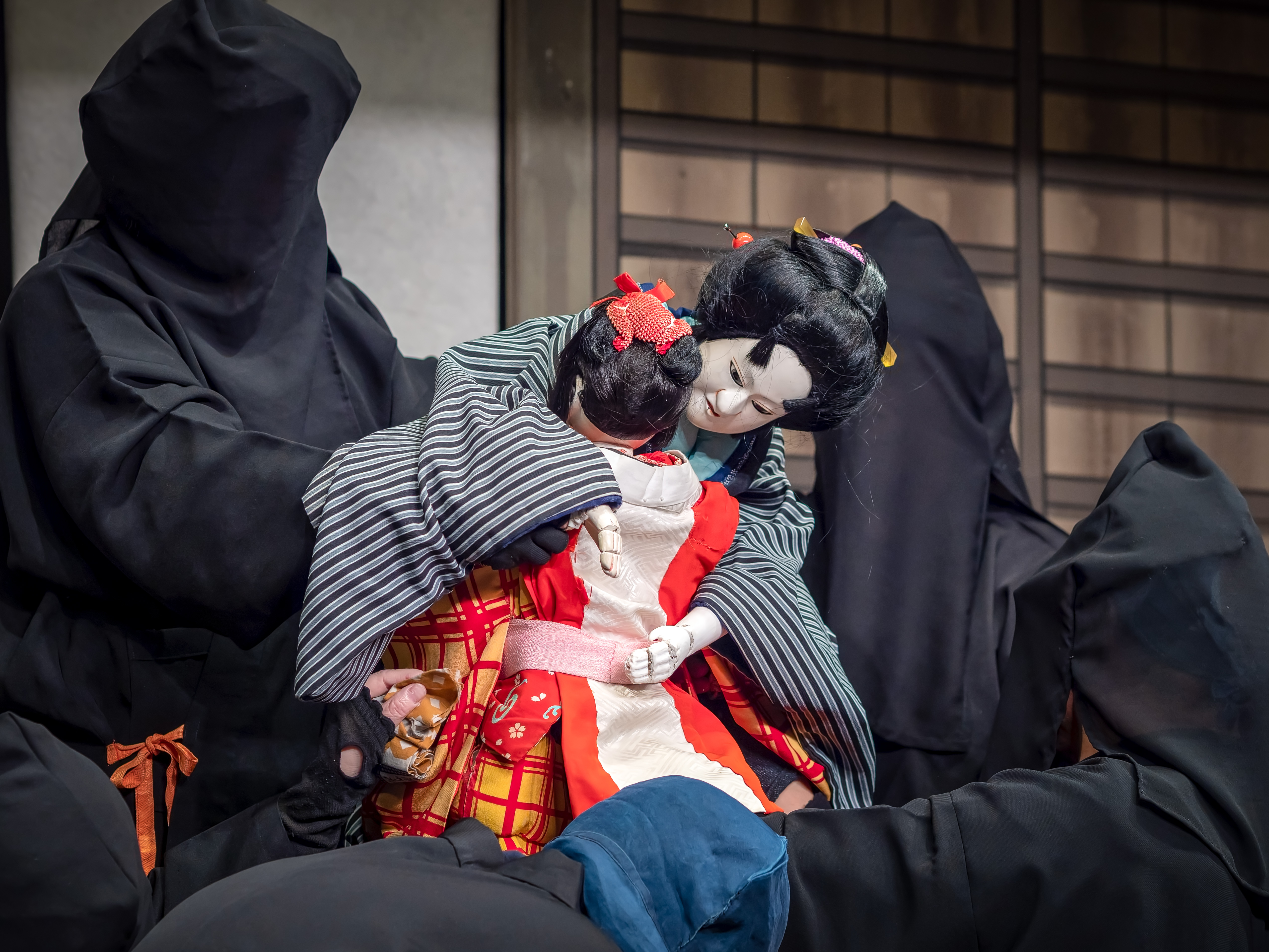
Uno spettacolo di Bunraku all'Awa Jurobe Yashiki, Tokushima

L’origine precisa dei burattini non si conosce, si sa solo che erano usati per scopi religiosi e curativi e che furono importati dall’Asia Orientale poiché il nome kugutsu assomiglia molto al termine usato in altri Paesi per indicare generalmente le marionette. Il loro uso comincia a mutare verso l’VIII secolo, passando da una funzione religiosa/curativa a intrattenitiva: a differenza della complessa struttura che mostrano i burattini del XVIII secolo, quelli di questo periodo sono molto semplici, azionati da una sola persona e molto distanti dalle complesse marionette meccaniche che affascinavano molto la Corte cinese.
Alcuni attribuiscono le origini di queste rappresentazioni in Giappone a un sacerdote del tempio di Ebisu, chiamato Momodayu. Il nome attribuito ai burattinai, Ebisu-kaki (lett. : del recinto di Ebisu) farebbe riferimento a questo luogo di culto.
In Giappone, a seconda delle epoche, erano presenti varie tipologie di burattini: marionette con i fili, altri mossi da un bastone su un palcoscenico portatile con il burattinaio nascosto, o mossi su un palcoscenico più grande con il burattinaio completamente esposto e fantocci a guanto. Le marionette odierne hanno una struttura di legno che forma le spalle, sulla quale è sostenuta la testa, la parte più importante. Le gambe e le braccia sono dei cordoni imbottiti di cotone posti alle estremità dell’asse di legno e tutta la struttura è coperta dai vestiti: nei rari casi in cui sono presenti delle parti del corpo scoperte, sono dipinte in modo molto realistico con tanto di tatuaggi se il personaggio li prevede. I burattini maschili sono alti fino a un metro e venti con una struttura più pesante, un asse piatto per le spalle e un anello di bambù che collega il tronco alle gambe. I fantocci per le donne invece presentano una struttura più leggera e una sacca di cotone per modellare le gambe quando il personaggio si siede.
La testa della marionetta è la parte più importante: è attaccata all’asse delle spalle e ci sono molle e congegni per muovere bocca, occhi e sopracciglia, per dare l'effetto di una naturalezza espressiva che arriva a competere con quella propria degli attori umani del Kabuki. Alcune teste vengono usate per più personaggi, adattandosi alla funzione e al carattere del nuovo pupazzo, mentre invece altre sono specifiche in base al ruolo svolto nel dramma. Anche le capigliature sono particolarmente curate e i vestiti rappresentano le alti classi della corte, dei samurai e dei commercianti con decorazioni molto elaborate e sontuose.
L’addestramento dei burattinai è molto severo: nella tradizione si dice che ci vogliano almeno 30 anni prima di poter muovere un burattino sul palcoscenico, di cui 10 per muovere le gambe, 10 per il braccio sinistro e altri 10 per il braccio destro e la testa. Quando cominciarono a diffondersi i burattini mossi da tre persone (anche chiamata arte del gassaku), si divisero i ruoli in: omozukai, ovvero l’operatore più importante che muove testa e braccio destro, hidarizukai, il secondo operatore che muove il braccio sinistro e, infine, il terzo operatore ashizukai assegnato al movimento dei piedi. L'omozukai inserisce il braccio sinistro sotto l'obi per giungere all'intelaiatura del fantoccio e muove testa e braccio destro come se fossero unici, suggerendo diversi movimenti e azionando i meccanismi che rendono realistiche le espressioni facciali con le sopracciglia, la bocca e gli occhi, mentre con il braccio destro sistema una leva complessa sopra il braccio del burattino che regola le corde. L'hidarizukai non è vicino al burattino ma con una stecca munita di perno muove le corde del braccio sinistro, mentre l'ashizukai ha il compito di sincronizzare le gambe con i movimenti del torso.
Oltre al ruolo, anche i vestiti sono diversi a seconda del burattinaio: mentre il secondo e il terzo operatore hanno costumi neri con il cappuccio e un velo sul volto, l’operatore principale ha un kimono tradizionale del XII secolo chiamato kamishimo, e indossa sandali alti in legno per essere più alto degli altri due manipolatori. Egli non si nasconde e mostra apertamente la sua abilità nel muovere i pupazzi.